# Anthophora platti
Anthophora platti är en biart som beskrevs av Timberlake 1951. Anthophora platti ingår i släktet pälsbin, och familjen långtungebin. Inga underarter finns listade i Catalogue of Life.